# Emir (album)
Az Emir Cem Adrian török énekes negyedik albuma, 2008. december 26-án jelent meg. 

## Dalok
A dalok szövegét és zenéjét Cem Adrian írta.
1. Tanrı'nın Elleri (Isten kezei)
2. Emir (Parancsolat)
3. Aşk Hep Sende (A szerelem mindig benned van)
4. Nereye Gidiyorsun (Hová tartasz?)
5. Anladım (Megértettem; közreműködik: Pamela Spence)
6. Yollardayım (Úton)
7. Hoşçakal (Isten veled)
8. Kelebek (Pillangó; közreműködik: Hayko Cepkin)
9. Yine Geldi Sonbahar (Újra eljött az ősz)
10. Bir Melek Ölürken (Amikor egy angyal meghal)
11. Hiçbir Yer (Sehol)
12. Masal Şarkısı (Mesedal)

## Közreműködők
- Producer, művészeti vezető, felvétel, mix, mastering, borítóterv: Cem Adrian
- Produkciós cég: MK2 Yapımcılık & UJR Productions
- Stúdió: Midasın Kulaklığı, Ankara
- Fénykép: Mehmet Turgut
- Közreműködő előadók: Hayko Cepkin, Pamela Spence